# Frédéric Passy
Frédéric Passy (Párizs, 1822. május 20. – Neuilly-sur-Seine, 1912. június 12.) Nobel-békedíjas francia közgazdász és politikus.

## Pályafutása
Jogot végzett, majd az Államtanácsnál lett könyvvizsgáló. Ezután visszatért az egyetemre közgazdaságot tanulni és 1857-ben hivatásos közgazdász lett.
A hírnevét a Mélanges économiques című esszésorozattal alapozta meg, illetve a Montpellier-i egyetemen tartott előadássorozattal. A szabadkereskedelem híve és Richard Cobden követője volt.
Passy közvetlenül síkra szállt politikai kérdésekben, kiállt az oktatási reform mellett és próbálta megelőzni a háborút Franciaország és Poroszország között. Közreműködött Ligue internationale et permanente de la paix (Nemzetközi és állandó békeliga) alapításában, amely a lehetséges jövőbeli konfliktusok megelőzésére szolgált. Amikor a szervezet a porosz–francia háború következtében megszűnt, Passy közreműködött a Société française des amis de la paix (a béke francia barátainak társasága) néven való újjászervezésben. Ebből alakult ki később az 1889-ben alapított Société française pour l'arbitrage entre nations (Francia társaság a nemzetek közötti egyeztetésre).
1881-ben parlamenti képviselővé választották. Képviselőként külpolitikai és munkaügyi reformokat mozdított elő, többek között az ipari balesetekre vonatkozó szabályozást, amely a munkásoknak kedvezett. 1886-ban újraválasztották, de 1889-ben már nem. Támogatta a nemzetközi viták egyeztetési rendszerét. 1888-ban az ő erőfeszítései folytán került sor egy találkozóra a brit és francia képviselők között, ahol megbeszélték a szervezett egyeztetés alapelveit. A következő évben megalakult az Interparlamentáris Unió, amelynek Passy lett az egyik elnöke.
Egyike volt a korai feministáknak, és ellenezte a halálbüntetést.

## Művei
- Mélange économique, Guillaumin, Paris, 1857
- De la propriété intéllectuelle (avec V.Modeste et P.Paillote), Guillaumin, Paris, 1859
- Leçons d'économie politique (recueilli par E.Bertin et P.Glaize), Gras, Montpellier, 1861
- La démocratie et l'instruction, Guillaumin, Paris, 1864
- Les machines et leur influence sur le développement de l'humanité, Hachette, Paris, 1866
- Malthus et sa doctrine, 1868
- Histoire du travail : leçons faites aux soirées littéraires de la Sorbonne, Paris, 1873
- Pour la paix, Charpentier, Paris, 1909
- Sophismes et truismes, Giard et Brière, Paris, 1910